# Glênio Peres
Glênio Peres (7 de março de 1933 - 27 de fevereiro de 1988) foi um jornalista, ator e político brasileiro. Trabalhou nos já extintos Diário de Notícias e O Estado do Rio Grande e posteriormente colaborou com O Pasquim e a revista Cadernos do Terceiro Mundo.
Eleito vereador em Porto Alegre em quatro legislaturas (MDB), nos anos de 1964, 1969, 1973 e 1977, sendo cassado com base no Ato Institucional Número Cinco em 2 de fevereiro de 1977. Após a anistia em 1979 foi um dos fundadores do PDT pelo qual conquistou seu quarto mandato de vereador, tendo ainda concorrido a deputado federal em 1982 e sendo eleito vice-prefeito de Porto Alegre em 1985 na chapa de Alceu Collares. 
Faleceu vítima de câncer na capital gaúcha em 27 de fevereiro de 1988, onde o largo entre o Mercado Público e a Praça XV de Novembro foi batizado em sua homenagem (Largo Glênio Peres). É tio do jornalista Norberto Peres, que escreveu sua biografia. Norberto é coordenador de comunicação da Metroplan RS.

## Fonte de pesquisaALMANAQUE ABRIL 1986.12. ed. São Paulo: Abril, 1985.
Datas. Disponível em Veja, ed. 1018 de 9 de março de 1988. São Paulo: Abril.
 GLENIO PERES: ERA O QUE ELE ERA.  PERES, Norberto. Porto Alegre.